# Gelasio II
Gelasio II, de nombre secular Giovanni Caetani o Giovanni di Gaeta (también llamado Coniulo; Gaeta, ha. 1060-Cluny, 29 de enero de 1119), fue el 161.er papa de la Iglesia católica, de 1118 a 1119.

## Biografía
De cuna noble, inició su andadura en la Iglesia como monje en Montecassino donde permaneció hasta que Urbano II lo nombró cardenal diácono de Santa María en Cosmedin, puesto desde el que ejerció como canciller hasta su elección el 24 de enero de 1118.
Su elección provocó que Cencio II Frangipane, partidario del emperador Enrique V, intentando volver a la práctica anterior de influir en la elección de los pontífices, raptara a Gelasio y lo mantuviera encarcelado hasta que un levantamiento popular logró su liberación.
Esto hizo que Enrique V se dirigiera a Roma y provocando la huida del Papa que encontró refugio en su ciudad natal mientras el emperador negándose a reconocerlo hizo nombrar papa a Mauricio (Mauricio Burdino, Maurice Bourdin en francés), natural de Aquitania, arzobispo de Braga, que tomó el nombre de Gregorio VIII.
En su refugio de Gaeta, el papa Gelasio fue ordenado sacerdote el 9 de marzo de 1118 y consagrado pontífice al día siguiente, tomando como primera medida la excomunión de Enrique V y del antipapa Gregorio VIII.
En julio, con apoyo normando y aprovechando que el emperador había vuelto a Alemania, Gelasio intentó regresar a Roma donde se encontró nuevamente con los Frangipani quienes lo exiliaron a Francia, donde presidió un sínodo en Vienne. Su pretensión de reunir un concilio general fue abortada por su muerte repentina en Cluny, el 29 de enero de 1119, siendo enterrado en su abadía.

## Culto
No hay constancia de que se hubiera iniciado jamás un proceso de canonización formal de este papa (se sabe que se alegó la causa, pero cayó en oídos sordos), ni su nombre aparece en el martirologio romano ni entre las listas de santos proclamadas por los papas antes de la institución de la Congregación de Ritos. Sin embargo, es honrado como beato en los calendarios de la orden benedictina, y es recordado como santo en listas individuales y repertorios hagiográficos, que fijan su memoria litúrgica el 29 de enero.